# Distretto di Tacabamba
Il distretto di Tacabamba è uno dei diciannove distretti  della provincia di Chota, in Perù. Si trova nella regione di Cajamarca e si estende su una superficie di 196,25 chilometri quadrati.

Ha per capitale la città di Tacabamba e contava 18.347 abitanti al censimento 2005.